# Acquapendente
Acquapendente est une commune italienne d'environ 5 400 habitants, située dans la province de Viterbe, dans la région Latium, en Italie centrale.

## Géographie
Acquapendente est située à 132 km de Rome.

## Histoire
- Cathédrale d'Acquapendente

## Administration
| Période                                  | Période | Identité        | Étiquette | Qualité |
| ---------------------------------------- | ------- | --------------- | --------- | ------- |
|                                          |         | Tolmino Piazzai |           |         |
| Les données manquantes sont à compléter. |         |                 |           |         |

### Personnalités nées à Acquapendente
- Francesco Benci
- Giovanni Battista Casti
- Girolamo Fabrizi d'Acquapendente (1533-1619), anatomiste.
- Giovanni Monaldeschi

### Hameaux
- Torre Alfina, son château médiéval et son concert de blues estival. Le village a obtenu le label des Plus Beaux Bourgs d'Italie.
- Trevinano

### Communes limitrophes
Allerona, Castel Giorgio, Castel Viscardo (TR), Grotte di Castro, Onano, Proceno, San Lorenzo Nuovo (VT), San Casciano dei Bagni (SI), Sorano (GR).